# Benjamin Kuntz (Medizinhistoriker)
Benjamin Kuntz (* 3. April 1985 in Vechta) ist ein deutscher Medizinhistoriker, Gesundheitsforscher und Autor. Er leitet seit 2023 das Museum des Robert Koch-Instituts in Berlin.

## Leben und Wirken
Benjamin Kuntz wuchs im niedersächsischen Vechta auf und legte sein Abitur am Kolleg St. Thomas der Dominikaner ab. Er studierte von 2005 bis 2010 Gesundheitswissenschaften an der Universität Bielefeld und an der Universität Malmö. Er wurde in Bielefeld im Jahr 2014 im Fachgebiet Public Health mit einer Arbeit zum Thema Soziale Herkunft, Bildung und Gesundheitschancen im Jugendalter promoviert.
Von 2011 bis 2020 war er als wissenschaftlicher Mitarbeiter am Robert Koch-Institut in Berlin in der Abteilung für Epidemiologie und Gesundheitsmonitoring tätig.
Von 2020 bis 2022 war er wissenschaftlicher Mitarbeiter am Institut für Geschichte der Medizin und Ethik in der Medizin der Charité – Universitätsmedizin Berlin und leitete die Geschäftsstelle des GeDenkOrt.Charité – Wissenschaft in Verantwortung.
Seit 2023 leitet er das Museum des Robert Koch-Instituts. Einen besonderen Forschungsschwerpunkt in seiner Publikationstätigkeit bilden die Schicksale jüdischer Mediziner und Wissenschaftler, die in der Zeit des Nationalsozialismus entrechtet und verfolgt wurden. Kuntz hat bereits mehrere Biographien in der Buchreihe Jüdische Miniaturen veröffentlicht. Im Jahr 2021 widmete er sich in einem zwölfteiligen Podcast ("Erinnerungszeichen") den Lebensgeschichten der jüdischen Mitarbeitenden, die 1933 das RKI verlassen mussten.
Kuntz ist seit 2023 stellvertretender Vorsitzender der Berliner Gesellschaft für Geschichte der Medizin.

## Würdigungen
- 2009: BKK-Innovationspreis Gesundheit 2008 (Thema: Bildung und Gesundheit, 1. Preis)
- 2009: AOK-Förderpreis der Fakultät für Gesundheitswissenschaften an der Universität Bielefeld (Bachelorarbeit)
- 2011: Förderpreis der Zeitschrift für Soziologie der Erziehung und Sozialisation (ZSE) (2. Preis)
- 2011: AOK-Förderpreis der Fakultät für Gesundheitswissenschaften an der Universität Bielefeld (Masterarbeit)
- 2014: Preis zur Förderung des wissenschaftlichen Nachwuchses an deutschen Hochschulen im Fach Medizinische Soziologie (DGMS)

## Veröffentlichungen (Auswahl)
- August von Wassermann. Bakteriologe – Immunologe – Pionier der Serodiagnostik. Jüdische Miniatur Band 337. Hentrich & Hentrich, Leipzig/Berlin 2025, ISBN 978-3-95565-693-5.
- Julius Morgenroth. Bakteriologe – Immunologe – Mitbegründer der Chemotherapie. Jüdische Miniatur Band 312. Hentrich & Hentrich, Leipzig/Berlin 2024, ISBN 978-3-95565-599-0.
- (gemeinsam mit Andreas Jüttemann) Walter Blumenfeld. Pionier der Psychotechnik in Deutschland und Peru. Jüdische Miniatur Band 316. Hentrich & Hentrich, Leipzig/Berlin 2023, ISBN 978-3-95565-627-0.
- (gemeinsam mit Harro Jenss) Frankfurter Charakterköpfe. Die Scherenschnitte der Rose Hölscher in 39 Biographien. Hentrich & Hentrich, Leipzig/Berlin 2023, ISBN 978-3-95565-485-6.
- (gemeinsam mit Detlev Krüger) Virusforschung an der Charité. Zur Geschichte des Instituts für Virologie in Berlin-Mitte von den Anfängen bis 2016. Hefte zur Geschichte der Charité – Universitätsmedizin Berlin. Heft 10. Be.bra wissenschaft verlag, Berlin-Brandenburg 2023, ISBN 978-3-95410-314-0.
- (gemeinsam mit Janis Pehl und Andreas Jüttemann) Robert Koch als junger Landarzt in Brandenburg und Posen (1868–1880). Deutsche Medizinische Wochenschrift 2022, Jg. 147, Heft 24/25. S. 1582–1589, DOI:10.1055/a-1823-6839.
- (gemeinsam mit Katharina Graffmann-Weschke) Lydia Rabinowitsch-Kempner. Bakteriologin, Tuberkuloseforscherin, Berlins erste Professorin. Jüdische Miniatur Band 300. Hentrich & Hentrich, Leipzig/Berlin 2022, ISBN 978-3-95565-570-9.
- Kurt Huldschinsky. „Licht statt Lebertran“ – Mit Höhensonne gegen Rachitis. Jüdische Miniatur Band 282. Hentrich & Hentrich, Leipzig/Berlin 2021, ISBN 978-3-95565-491-7.
- Lucie Adelsberger. Ärztin – Wissenschaftlerin – Chronistin von Auschwitz. Jüdische Miniatur Band 265. Hentrich & Hentrich, Leipzig/Berlin 2020, ISBN 978-3-95565-392-7.
- (gemeinsam mit Hans Michael Straßburg) Georg Peritz. Internist – Nervenarzt – Pionier der Neuropädiatrie. Jüdische Miniatur Band 264. Hentrich & Hentrich, Leipzig/Berlin 2020, ISBN 978-3-95565-420-7.
- Gustav Tugendreich. Kinderarzt – Sozialhygieniker – Pionier im Öffentlichen Gesundheitsdienst. Jüdische Miniatur Band 241. Hentrich & Hentrich, Leipzig/Berlin 2019, ISBN 978-3-95565-314-9.